# 6622 Matvienko
6622 Matvienko è un asteroide della fascia principale. Scoperto nel 1978, presenta un'orbita caratterizzata da un semiasse maggiore pari a 3,2467272 UA e da un'eccentricità di 0,2305691, inclinata di 1,78971° rispetto all'eclittica.